# Motorcity
Motorcity é uma série animada de televisão americana criada e dirigido por Chris Prynoski. Foi produzida pela Titmouse, Inc. (empresa de Prynoski) e Disney Television Animation. A série foi exibida a partir de 30 de Abril de 2012 até 5 de Novembro de 2012 no Disney XD EUA. No Brasil a série ganhou estilo de uma série via web (online), que era exibida pelo site do Disney XD Brasil, mas teve alguns de seus episódios transmitidos pelo canal de TV também. Ficou disponíveis todos os episódios da série no site Disney Brasil e Disney XD Brasil. A série estreou pela TV aberta Rede Globo na TV globinho em 20 de setembro de 2014.

## Sinopse
A série se passa numa fictícia e futurística Detroit, chamada de Detroit Deluxe, que é uma metrópole elevada, construída sobre a Detroit original. É comandada pelo mal e bilionário Abraham Kane (voz de Mark Hamill). Governando os cidadãos sob leis estritas, e que proíbe liberdades pessoais, incluindo o transporte com automóveis. Kane é desafiado por um grupo de rebeldes que se autodenominam como os "Burners". Liderado por Mike Chilton (voz de ''Reid Scott''), os Burners tem a missão de impedir que Kane assuma a ultima Detroit livre, que é uma cidade subterrânea onde o burners se isolam que se chama Motorcity. eles tentam manter seu refúgio á salvo e livre de ataques dele, o Kane.

## Visão Geral da Série
A série se passa em um mundo pós apocaliptico, Detroit é o habitat dos Burnes, lutando pela suas sobrebivência contra O Kane e sua corporação malígna.

## Episódios
| Nº | Título                           | Dirigido por              | Escrito por         | Data ao ar EUA         | Código de produção | Visualizações nos EUA (milhões) |
| --- | -------------------------------- | ------------------------- | ------------------- | ---------------------- | ------------------ | ------------------------------- |
| 1 | "Batalha por Motorcity"          | Chris Prynoski            | ASD                 | 30 de abril de 2012    | MC101              | 0.48                            |
| Kane tenta paralisar Motorcity e quando seu ataque ao portão de Eastside falha... ele atrai os Burners para uma armadilha para destruir Motorcity. Nota: O primeiro episódio estava disponível gratuitamente no iTunes. |                                  |                           |                     |                        |                    |                                 |
| 2 | "Viagem de Poder"                | Juno Lee                  | ASD                 | 7 de maio de 2012      | MC102              | 0.41                            |
| Quando os Burners recebem um pedido de socorro da Kane Co., eles resgatam um cientista que foi forçado a construir uma célula de energia forte o suficiente para destruir Motorcity. |                                  |                           |                     |                        |                    |                                 |
| 3 | "Cavalgando o Relâmpago"         | Chris Prynoski            | John O'Bryan        | 14 de maio de 2012     | MC103              | 0.25                            |
| Kane usa um clímax para causar uma enorme nevasca em Motorcity, e Mike desaparece. Julie, Dutch e Texas devem deixar de lado suas diferenças para salvar Mike. |                                  |                           |                     |                        |                    |                                 |
| 4 | "4 - Texas-Garante Constância!"  | Chris Prynoski            | ASD                 | 21 de maio de 2012     | MC105              | 0.3                             |
| Os Burners se unem a outro grupo de resistência chamado Terra, cuja casa foi transformada em um depósito de lixo tóxico por Kane Co., e o Texas, que vem se sentindo desvalorizado, se torna muito popular entre seus novos aliados. No entanto, os Burners logo descobrem que seus novos aliados estão escondendo alguns segredos perigosos                                                                                       |                                  |                           |                     |                        |                    |                                 |
| 5 | "O Duke de Detroit"              | Juno Lee                  | Darrick Bachman     | 7 de junho de 2012     | MC104              | 0.2                             |
| Um incidente com os robôs do Kane, faz com que Mike se torne superprotetor com seus amigos, e os Burners sejam separados. Mike, Chuck e Julie se deparam com o "Duque de Detroit" de Motorcity, com quem a natureza desrespeitosa de Mike o coloca em desacordo. Isso leva a reprovações negativas, pois o Duque coloca uma recompensa na cabeça dos Burners, e todos os grupos rebeldes em Motorcity querem colocar as mãos nele. |                                  |                           |                     |                        |                    |                                 |
| 6 | Juno Lee                         | John O'Bryan              | 14 de junho de 2012 | MC110                  | 0.4                |                                 |
| Kane comemora o aniversário de um ano de Mike como um Motorcitizen enviando um enxame de robomitas comedores de metal para destruir Motorcity. Enquanto os Burners tentam impedir o último ataque de Kane, eles se veem sabotados por um misterioso vilão mascarado com laços com o passado quadriculado de Mike com Kane. |                                  |                           |                     |                        |                    |                                 |
| 7 | "Trovão Loiro"                   | Chris Prynoski            | ASD                 | 21 de junho de 2012    | MC107              | 0.3                             |
| Chuck está construindo seu próprio carro há algum tempo, mas ainda está faltando uma peça. Quando Mike recebe do "território" do Duque de Detroit, os dois propõem uma aposta - Chuck vs. os melhores pilotos do Duque com Mutt como o grande prêmio. Para tornar as coisas mais complicadas, Chuck revela a Mike que não sabe dirigir; para ajudar seu amigo, Mike decide dar a Chuck um "curso intensivo" na direção.            |                                  |                           |                     |                        |                    |                                 |
| 8 | "A Ida de Dutch"                 | Chris Prynoski            | George Krstic       | 28 de junho de 2012    | MC109              | 0.3                             |
| Dutch cansou dos Burners monopolizar seu tempo com a manutenção de carros e sai para trabalhar em sua outra paixão, a arte. Mas quando Kane libera um vírus terrível que transforma todos, incluindo Os Burners, em bestas insensatas, Dutch deve usar sua inteligência e imaginação para salvar o dia. |                                  |                           |                     |                        |                    |                                 |
| 9 | "Corrida das Vans das Fantasia"  | Chris Prynoski            | ASD                 | 5 de julho de 2012     | MC111              | 0.3                             |
| Quando dois amigos de Chuck de seu mundo 'Live Action Role Play' (LARP) desaparecem, o grupo pede ajuda aos Burners. Mas os Burners terão uma grande surpresa quando se depararem com Utilitons, robôs malignos que eles e Kane temem. |                                  |                           |                     |                        |                    |                                 |
| 10 | "O Duke de Detroit Apresenta..." | Juno Lee                  | Darrick Bachman     | 12 de julho de 2012    | MC112              | 0.3                             |
| Depois de algumas semanas de harmonia em Motorcity, Mike aproveita a chance de trazer um contêiner de resíduos perigosos de volta para a refinaria. Uma vez na estrada, os Burners descobrem que o trabalho faz parte do perigoso novo reality show do Duque de Detroit, com Mike e os Burners presos como as estrelas. |                                  |                           |                     |                        |                    |                                 |
| 11 | "Fora do rack"                   | Juno Lee                  | George Krstic       | 19 de julho de 2012    | MC106              | 0.3                             |
| Quando a lealdade de Julie aos Burners é questionada, ela decide provar a si mesma usando um KaneCo Terno de Segurança para realizar uma missão perigosa sozinha. O que ela não percebe é que Kane tem o poder de controlar a pessoa dentro de cada Terno de Segurança, o que ele aproveita ao máximo ao virá-la contra seus próprios companheiros de equipe.                                                                      |                                  |                           |                     |                        |                    |                                 |
| 12 | "Sem Medo"                       | Juno Lee                  | ASD                 | 19 de outubro de 2012  | MC108              | 0.2                             |
| Quando Kane desenvolve um impulsionador que aumenta as habilidades físicas e elimina o medo, Chuck tenta e as coisas começam a ficar estranhas. . |                                  |                           |                     |                        |                    |                                 |
| 13 | "Noite Violenta"                 | Chris Prynoski            | ASD                 | 26 de outubro de 2012  | MC118              | 0.2                             |
| É Halloween em Motorcity e Dutch planejou um encontro com Tennie, Chuck e Claire. Mas quando os Terra Dwellers emboscam Os Burners com um gás especial, a equipe é forçada a enfrentar os seus maiores medos, enquanto impede que os Terras destruam a fundação do Detroit Deluxe |                                  |                           |                     |                        |                    |                                 |
| 14 | "Tal Pai, Tal Filha"             | Juno Lee                  | John O'Bryan        | 2 de novembro de 2012  | MC114              | 0.3                             |
| Quando Kane rouba um tesouro de carros antigos sob o nariz dos Burners, Julie deve usar seu charme de filha para distrair Kane enquanto seus companheiros de equipe tentam recuperar os seus carros. Mas as coisas não saem como planejado quando um visitante inesperado retorna para resolver uma vingança pessoal com a equipe.                                                                                                 |                                  |                           |                     |                        |                    |                                 |
| 15 | "Reunião"                        | Chris Prynoski            | George Krstic       | 3 de dezembro de 2012  | MC113              | N/A                             |
| Depois que uma missão dos Burners dá errado, Dutch é forçado a se esconder em Detroit Deluxe, onde ele tem um reencontro inesperado com seus pais. |                                  |                           |                     |                        |                    |                                 |
| 16 | "Julie e as Amazonas"            | Chris Prynoski            | Greg Ernstrom       | 10 de dezembro de 2012 | MC115              | N/A                             |
| Depois que os carros com o logotipo Burner se infiltram em Motorcity, os Burners devem provar sua inocência em 24 horas ou enfrentar a ira do Duque de Detroit. |                                  |                           |                     |                        |                    |                                 |
| 17 | "O Torneio dos Robôs"            | Juno Lee                  | Darrick Bachman     | 17 de dezembro de 2012 | MC116              | N/A                             |
| Texas entra sem querer no Mama's Boys Rodeo Roundup com seu robô favorito, Roth, como seu parceiro. Mas quando o Texas perde, ele oferece Roth para liquidar sua dívida, forçando os Burners a descobrir uma maneira de resgatá-lo. |                                  |                           |                     |                        |                    |                                 |
| 18 | "Noite do Caos"                  | Juno Lee                  | George Krstic       | 24 de dezembro de 2012 | MC117              | N/A                             |
| Texas é capturado pelas forças de Kane, e ele tenta convencer Tooley de que ele é o verdadeiro poder por trás dos Burners. |                                  |                           |                     |                        |                    |                                 |
| 19 | "Vega"                           | Juno Lee & Chris Prynoski | Greg Ernstrom       | 31 de dezembro de 2012 | MC119              | N/A                             |
| Parte 1 de 2. Um prisioneiro misterioso sai de um centro de detenção usando um poderoso dispositivo que retira todos os robôs de Kane. Os Burners então fazem uma aliança improvável com o Duque de Detroit na esperança de encontrar o potencial aliado antes de Kane |                                  |                           |                     |                        |                    |                                 |
| 20 | "Uma Manhã Melhor"               | Juno Lee                  | Greg Ernstrom       | 7 de janeiro de 2013   | MC120              | N/A                             |
| Parte 2 de 2. Com Mike Chilton mantido em cativeiro e o Genesis Pod de Kane a momentos de ser ativado, os Burners devem trabalhar juntos para lutar contra a maior ameaça que já enfrentaram e evitar que Motorcity seja destruído para sempre. Nota: Este é o último episódio da série. |                                  |                           |                     |                        |                    |                                 |

## Estreias Internacionais
| País / Região                                             | Canal                           | Espiadinha V.I.P.          | Estreia da série                          | Título no país |
| --------------------------------------------------------- | ------------------------------- | -------------------------- | ----------------------------------------- | -------------- |
| Estados Unidos                                            | Disney XD                       | Não Houve                  | 30 de Abril de 2012                       | Motorcity      |
| Canadá                                                    | Disney XD Canadá                | Não Houve                  | 26 de Maio de 2012                        | Motorcity      |
| Reino Unido · Irlanda                                     | Disney XD Reino Unido & Irlanda | Não Houve                  | 07 de Julho de 2012                       | Motorcity      |
| Rússia                                                    | Disney Channel Rússia           | Não Houve                  | 20 de Outubro de 2012                     | Мотор-сити     |
| Brasil                                                    | Disney XD Brasil Rede Globo     | 16 de Setembro de 2012 TBA | 09 de Maio de 2013 20 de Setembro de 2014 | Motorcity      |
| México · Argentina · Peru · Uruguai · Colômbia · Paraguai | Disney XD Latino America        | 15 de Setembro de 2012     | Em Breve                                  | Motorcity      |